# 신화천 (울산)
신화천(新華川)은 울산광역시 울주군 삼남읍 가천리의 공암지에서 발원하여 남동류하다가 삼동천의 지류인 가천천으로 흘러드는 강이다.